# Tennisklub
En tennisklub er en sportsklub, hvor medlemmer kan samles omkring tennis, træne og spille turneringer med og imod andre tennisspillere og klubber.
I Danmark findes mange tennisklubber, og de større byer har som regel mindst én tennisklub. De fleste tennisklubber i Danmark er medlem af Dansk Tennis Forbund, som er den danske sammenslutning af klubber på tværs af landet. Derudover findes også regionale sammenslutninger, herunder Sjællands Tennis Union og Tennis Øst, Fyns Tennis Union, samt Jyllands Tennis Union.
De fleste tennisklubber tilbyder træning og turneringer for alle aldersgrupper og køn. Disse programmer er ofte inddelt i henholdsvis juniorer, seniorer og veteraner.
| Sport | Spire Denne artikel om sport er en spire som bør udbygges. Du er velkommen til at hjælpe Wikipedia ved at udvide den. |